# Спіньйо-Монферрато
Спіньо-Монферрато (італ. Spigno Monferrato, п'єм. Spign) — муніципалітет в Італії, у регіоні П'ємонт,  провінція Алессандрія.
Спіньо-Монферрато розташоване на відстані близько 450 км на північний захід від Рима, 80 км на південний схід від Турина, 50 км на південний захід від Алессандрії.
Населення — 1062 особи (2014).
Щорічний фестиваль відбувається 7 грудня. Покровитель — Sant'Ambrogio.

## Демографія
Населення за роками:

Станом на 1 січня 2023 року в муніципалітеті офіційно проживало 89 іноземців з 23 країн, серед них 47 громадян країн Євросоюзу та 2 громадяни України.

## Сусідні муніципалітети
- Дего
- Джузвалла
- Мальвічино
- Мерана
- Момбальдоне
- Монтек'яро-д'Аккуї
- Парето
- П'яна-Криксія
- Роккаверано
- Сероле